# Rüdiger Maas

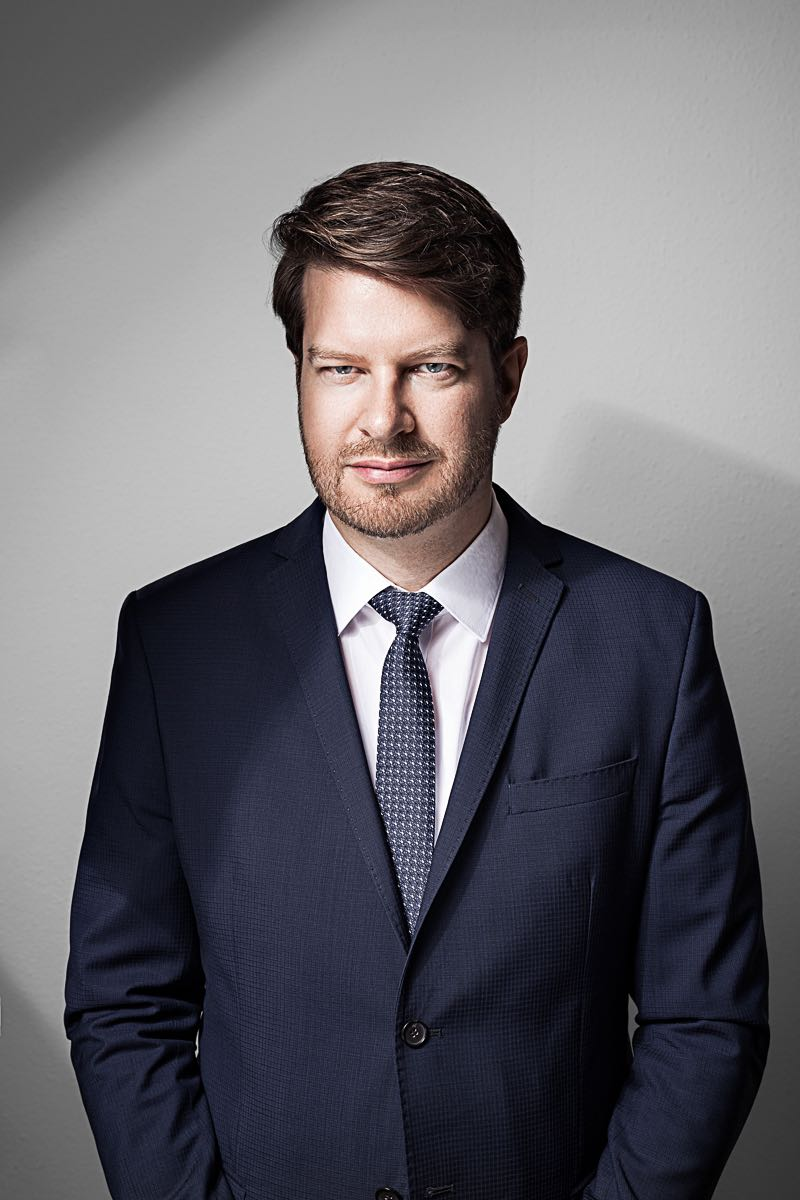
Rüdiger Maas (2019)

Rüdiger Maas (* 15. Februar 1979 in Schwabmünchen) ist ein deutscher Sachbuchautor.

## Leben und Wirken
Rüdiger Maas studierte in Deutschland und Japan Psychologie.
Zusammen mit seinem Bruder Hartwin Maas gründete er 2017 das private Institut für Generationenforschung in Augsburg. Schwerpunkte der Forschung liegen auf der Beeinflussung der derzeit in Deutschland lebenden Generationen untereinander. Ab dem Beginn der Coronakrise im März 2020 erhob das Institut in regelmäßigen Abständen bundesweit Daten, um Änderungen der Wahrnehmung und des Verhaltens verschiedener Generationen im Zusammenhang mit der Coronakrise zu analysieren.
Maas lebt in Augsburg.

## Publikationen
- Generation Z für Personaler und Führungskräfte. Ergebnisse der Generation-Thinking-Studie. Carl Hanser Verlag, München 2019, ISBN 978-3-446-46224-3.
- Cyberpsychologie in der Arbeitswelt: Was Führungskräfte über die Auswirkungen des Internetkonsums wissen müssen. Carl Hanser Verlag, München 2021, ISBN 978-3-446-46666-1.
- Neueste Generationenforschung in ökonomischer Perspektive. Reichen Generation X, Y, Z zur Beschreibung der Wirklichkeit aus? Kohlhammer, Stuttgart 2021, ISBN 978-3-17-041114-2.
- Generation lebensunfähig. Wie unsere Kinder um ihre Zukunft gebracht werden. Yes Publishing, München 2021, ISBN 978-3-96905-071-2.

- Generation Arbeitsunfähig. Wie uns die Jungen zwingen, Arbeit und Gesellschaft jetzt neu zu denken. Goldmann, München 2024, ISBN  978-3-442-31739-4.

- Konflikt der Generationen. Boomer, Gen X, Millennials und Gen Z – Wie wir uns wirklich unterscheiden und was das für unsere Zukunft bedeutet. Yes Publishing, München 2024, ISBN 978-3-96905-333-1.